# Thesium fanshawei
Thesium fanshawei är en sandelträdsväxtart som beskrevs av O.M. Hilliard. Thesium fanshawei ingår i släktet spindelörter, och familjen sandelträdsväxter. Inga underarter finns listade i Catalogue of Life.